# Слободський Ігор Анатолійович
Ігор Анатолійович Слободський (26 грудня 1951, Київ, Українська РСР) — радянський і український актор. Заслужений артист України (2000). Член Національної Спілки кінематографістів України.

## Життєпис
Народився 26 грудня 1951 року в Києві.
Закінчив Київський державний інститут театрального мистецтва ім. І. Карпенка-Карого (1979).

## Фільмографія
- «Припустимо — ти капітан...» (1976, епіз.)
- «Від Бугу до Вісли» (1980)
- «Ярослав Мудрий» (1981, Торд)
- «Слухати у відсіках» (1982, т/ф)
- «Якщо ворог не здається...» (1982, епіз.)
- «Стратити немає можливості» (1982, епіз.)
- «Вантаж без маркування» (1984)
- «В лісах під Ковелем» (1984)
- «Тепло студеної землі» (1984, т/ф, 2 с, Джавадов)
- «Спокуса Дон Жуана» (1985)
- «Золотий ланцюг» (1986, Попе)
- «Камінна душа» (1988)
- «Погань», «Яма» (1990)
- «Бухта смерті» (1991)
- «Тримайся, козаче!» (1991)
- «Іван та кобила»  (1992. епіз.)
- «Ціна голови» (1992)
- «Дорога нікуди» (1992)
- «Чотири листи фанери» (1992)
- «Грішниця в масці» (1993)
- «Спосіб вбивства» (1993)
- «Двійник» (1995)
- «Роксолана» (1997)
- «Золота лихоманка» (2002)
- «Театральний роман» (2008, мультфільм) та ін.

## Джерело
- Слободський Ігор Анатолійович(рос.)